# Штарков ефекат
Штарков ефекат је појава цепања спектралне линије у електричном пољу. Ефекат је први опазио Јоханес Штарк за шта му је 1919. године додељена Нобелова награда за физику.